# Sadie Frost
Sadie Frost, pseudonimo di Sadie Liza Vaughan (Londra, 19 giugno 1965), è un'attrice e produttrice cinematografica britannica.

## Biografia
Dopo essere comparsa in alcune pubblicità da bambina, Sadie Frost debutta nel mondo dello spettacolo all'età di 19 anni in una rappresentazione teatrale intitolata Mumbo Jumbo, tenutasi al Manchester Royal Exchange Theatre. Come attrice cinematografica ha principalmente lavorato in ruoli secondari. La sua prima apparizione è nel film Diamond Skulls, ma il suo lavoro più importante resta l'interpretazione di Lucy Westenra in Dracula di Bram Stoker del 1992. Compare in numerosi video musicali.
Negli anni novanta fonda, insieme agli attori Ewan McGregor, Jonny Lee Miller e Sean Pertwee la Natural Nylon, una casa di produzione cinematografica, che produce film come Sky Captain and the World of Tomorrow e eXistenZ. Nel 1999, insieme all'amica Jemima French fonda la Frost French, brand di moda specializzato nella biancheria intima.

### Vita privata
Frost è stata sposata dal 1988 al 1995 con Gary Kemp, chitarrista degli Spandau Ballet. I due hanno avuto un figlio, Finlay, nato il 20 settembre 1990.
Nel 1997 ha sposato l'attore Jude Law, dal quale ha tre figli: Rafferty (1996), Iris (2000) e Rudy (2002). Frost e Law hanno divorziato nel 2003.
È vegetariana sin da bambina e sostiene i diritti animali; fa seguire anche ai suoi figli un'alimentazione vegetariana.

## Filmografia parziale

### Cinema
- Empire State (1987)
- Diamond Skulls (1989)
- The Krays (1990)
- Paper Marriage (1992)
- Dracula di Bram Stoker (Bram Stoker's Dracula, 1992)
- Duca si nasce! (Splitting Heirs, 1993)
- Magic Hunter (1994)
- Shopping (1994)
- Giorni di fuoco (A Pyromaniac's Love Story), regia di Joshua Brand (1995)
- Crimetime (1996)
- Flypaper (1997)
- Bent (1997)
- Final Cut (1998)
- Presence of Mind (1999)
- Captain Jack (1999)
- Ama, onora & obbedisci (Love, Honour and Obey) (2000)
- Un marito ideale (An ideal husband, 2000)
- Rancid Aluminium (2000)
- Soul Patrol (2000)
- La rivolta (Uprising, 2001)
- The Heavy (2008)
- Shoot on Sight (2008)
- Beyond the Rave (2008)
- Aspettando Anya (Waiting for Anya), regia di Ben Cookson (2020)

## Doppiatrici italiane
Nelle versioni in italiano delle opere in cui ha recitato, Sadie Frost è stata doppiata da:
- Cristina Boraschi in Dracula di Bram Stoker
- Silvia Tognoloni in Duca si nasce!
- Emanuela Baroni in Geek Girl